# 카트린 보슈맹피나르
카트린 보슈맹피나르(프랑스어: Catherine Beauchemin-Pinard, 1994년 6월 26일~)는 캐나다의 유도 선수이다. 2020년 하계 올림픽 하프미들급에서 동메달을 획득했으며 2022년과 2025년 세계 유도 선수권 대회에서 하프미들급 준우승을 차지했다.

## 경력
1994년 몬트리올에서 태어났으며 몬트리올 퀘벡 대학교를 졸업했다.
2013년 세계 주니어 선수권 대회에서 준우승을 차지했고 2014년에는 동메달을 획득했다. 2014년에는 튜멘에서 열린 그랜드 슬램 토너먼트에서 오스트리아의 자브리나 필츠모저를 꺾고 우승을 차지했다. 2015년 4월에는 에드먼턴에서 열린 2015년 팬아메리카 선수권 대회에서 동메달을 획득했다. 같은 해 7월 토론토에서 열린 2015년 팬아메리칸 게임에서는 준결승에서 브라질의 하파엘라 시우바를 꺾었으며 결승에서 미국의 마티 멀로이에게 패하면서 은메달을 획득했다. 8월 카자흐스탄 아스타나에서 열린 2015년 세계 선수권 대회 8강전에서 멀로이와 다시 맞붙었고 이번에는 승리했다. 준결승에서 루마니아의 코리나 커프리오리우에게 패하면서 동메달 결정전에 진출했으며 이 경기에서 몽골의 도르지수렝긴 소미야에게 패하여 최종 순위 5위를 차지했다. 
2016년 4월 쿠바 아바나에서 열린 2016년 팬아메리카 선수권 대회 결승전에서 다시 멀로이에게 패했다. 같은 해 8월 브라질 리우데자네이루에서 열린 2016년 하계 올림픽에 참가하면서 첫 올림픽에 출전했으나 헝가리의 커러커시 헤드비그에 패하면서 첫 경기 만에 탈락했다.